# Orde van Sint-Filippus van de Leeuw van Limburg

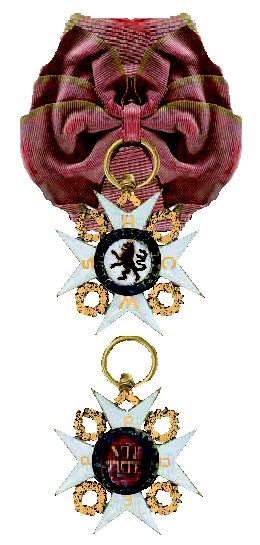
De Orde van de Oude adel of de Orde van Sint-Filippus van de Leeuw van Limburg?

De  Orde van Sint Philipps van de Leeuw van Limburg (Duits: "Orden Sankt Phillipps zum Löwen") is een in 1700 ingestelde, Ridderorde van de graven van Limburg-Stirum, regenten van het gelijknamige graafschap in Westfalen. Met deze Orde werd "bijzondere verdienste voor wetenschap, kunst en burgerlijke deugd" beloond.
De Orde bezat verder Grootkruisen, Commandeurs en Ridders.
Het kleinood van de Orde was een achtpuntig Kruis van Malta met gouden ballen op de punten en vier lauwerkransen in de armen van het kruis. Op de armen staan de letters "HSCW". Op het kruis is een medaillon met de afbeelding van een in een mantel gehulde man gelegd. Er is geen kroon boven het kruis geplaatst.
Bij de veiling van Andreas Thies werd op 9 juli 2005 een prachtig uitgevoerd oud ridderkruis geveild dat een kleinood van deze orde had kunnen zijn. Op het medaillon is een zwarte leeuw afgebeeld. Was dit nu een insigne van de Orde van de Vier Keizers, zoals Thies schrijft, of ging het om de Orde van Sint-Filippus van de Leeuw van Limburg? Het kruis heeft in de armen de vier kransen zoals de catalogus van Nimmergut die heeft afgebeeld.
In 1806 werden de Graven van Limburg-Stirum gemediatiseerd en verloren zij de regering over hun Graafschapje. Desondanks werd de Orde in 1838 nog met gouden en zilveren medailles uitgebreid.